# Военно-морская авиация

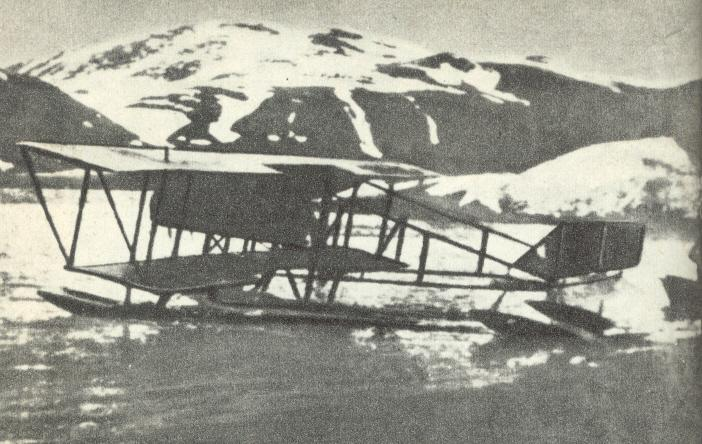
Гидросамолет Нагурского Farman MF.11 в бухте Крестовая губа на Новой Земле.

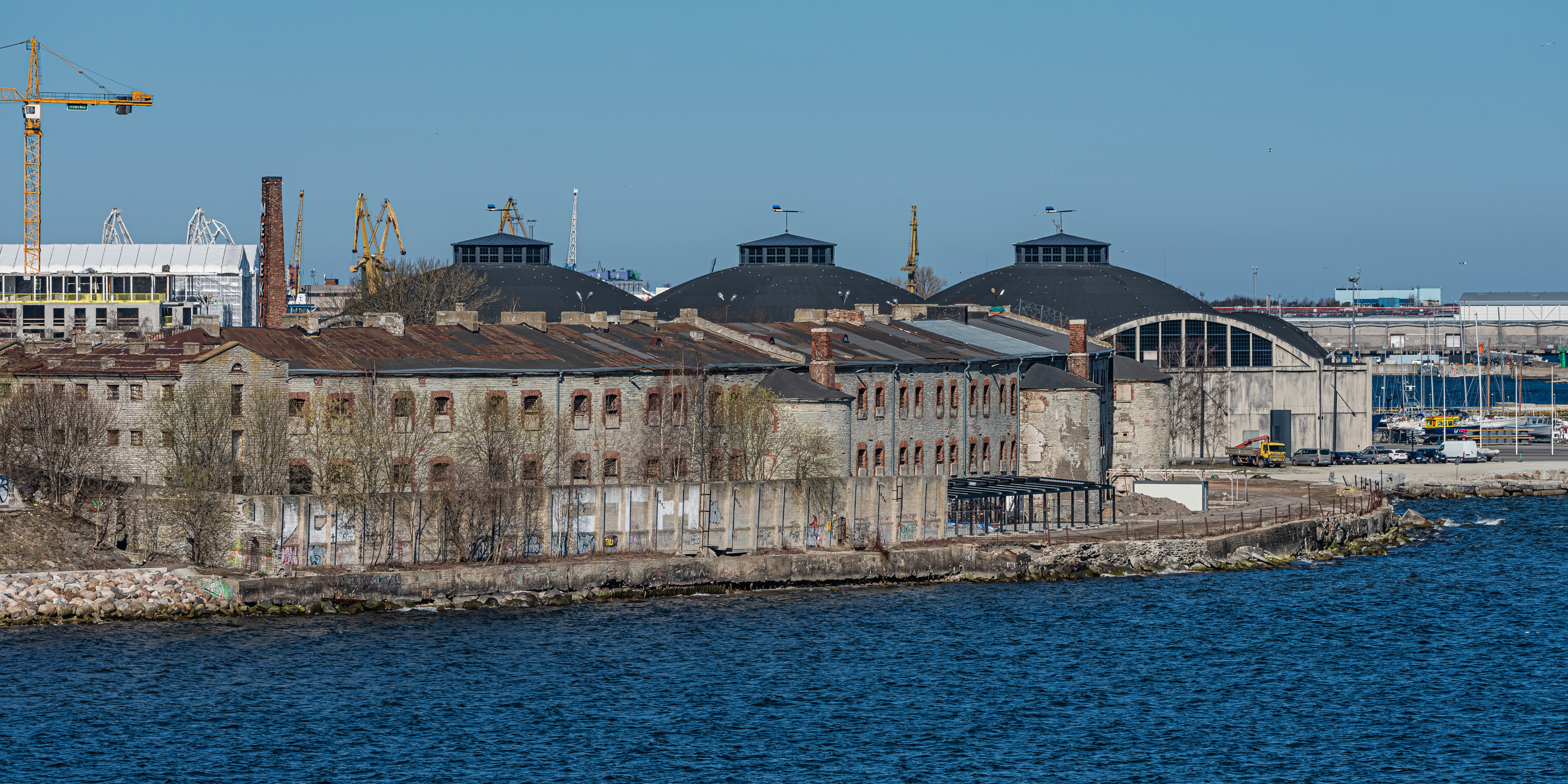
Гавань Таллина — Императорские ангары гидропланов

Военно-морская авиация, также морская авиация, авиация ВМФ, воздушные силы ВМФ или военно-воздушные силы ВМФ — обобщающее название сил военно-морского флота вооружённых сил государства, имеющих в качестве основного вооружения авиационные и воздухоплавательные средства.
Ранее также называлась гидроавиацией.

## Назначение
Предназначена для уничтожения кораблей, группировок сил, конвоев, десантов противника в море и в базах, поиска и уничтожения его ПЛ, нарушения системы наблюдения и управления его театра военных действий, прикрытия группировок своих кораблей, ведения разведки, выдачи целеуказания в интересах применения оружия силами флота и решения других задач.

## Состав
В состав морской авиации входит ударная и вспомогательная авиация, сгруппированная в части и подразделения по основному предназначению, а также множественные  различные структуры и формирования для обеспечения деятельности боевых подразделений. 
В США, помимо морской авиации ВМС, также имеется авиация корпуса морской пехоты, которая работает в интересах своего ведомства и по форме организации заметно отличается от принятой в ВВС и ВМС.
Вся без исключения морская авиация постоянно базируется только на суше (берегу), где имеются стационарные аэродромы базирования МА со своими структурами обеспечения, в принципе аналогичными ВВС. Для базирования на корабле всегда формируется авиагруппа, в состав которой люди и техника командируются на определённый заданием срок.

## История
К началу Первой мировой войны морская авиация в мире была развита крайне слабо, находясь в стадии первоначального создания.
В ходе Первой мировой войны на вооружение воюющих стран начали поступать самолёты морской авиации, способные решать боевые задачи. К таким самолётам относились немецкий «Флугбот», французский «Борель» и английский «Авро».
В Российской империи морская авиация зародилась накануне первой мировой войны в составе Императорского военно-воздушного флота на БФ и ЧФ. В период (1910 — 1914 годов) на флоте сначала был сделан выбор в пользу аэропланов, а затем в пользу гидроаэропланов.
В 1910 году авиаконструктор Д.П. Григорович сконструировал свою первую летающую лодку М-1, предназначеную для военных действий на море. Впоследствии им были разработаны улучшенные модели этого самолета.Одной из лучших моделей был гидросамолет М-5.
К началу Первой мировой войны морская авиации Русского Императорского флота практически представляла собой гидроавиацию.
За годы Первой мировой войны было построено более 200 гидросамолетов на заводе Щетинина ПРТВ «С.С.Щетинин и Ко» («Гамаюн»), которые применялись на Черном и Балтийском морях.
В августе 1914 года введён в действие первый руководящий документ авиации флота России — «Положения о службе авиации в службе связи», закрепивший организационное включение флотской авиации в состав службы связи флотов Империи.
В составе русской морской авиации находилось двенадцать авианесущих кораблей (АВК), семь из них принимали участие в боевых действиях в качестве носителей гидроавиации.

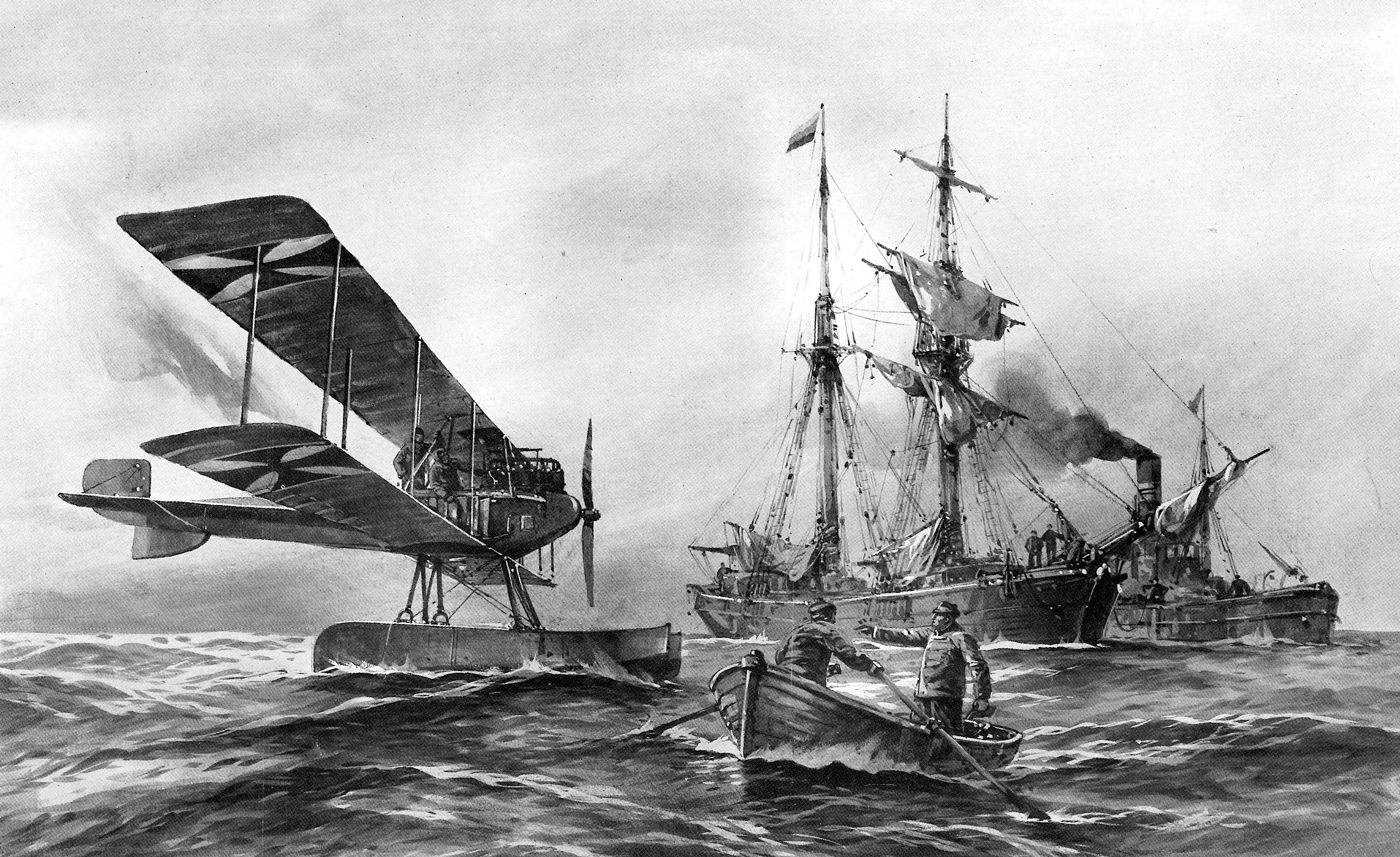
Ein deutscher Marineflieger bringt im Rigaischen Meerbusen einen russischen Schoner auf. Darstellung von Marinemaler Willy Stöwer circa 1915-1916

В конце 1916 года введено в действие — «Положения о службе морской авиации и воздухоплавания Императорского Российского флота» и были сформированы на флотах РИФ воздушные дивизии, бригады и дивизионы.
За годы Первой мировой войны, в Русском флоте, был накоплен уникальный опыт строительства, управления и боевого применения морской авиации и воздухоплавания (в интересах флота применялись гидросамолёты, самолёты, дирижабли, аэростаты и воздушные шары).
К концу 1917 года русская морская авиация состояла из Черноморской и Балтийской дивизий, насчитывавших соответственно 152 и 88 самолётов. Первая из них перестала существовать вместе с Черноморским флотом.
В 1918—1919 годах морская авиация организационно состояла из Балтийской воздушной бригады, воздушного дивизиона Волжской флотилии, авиаотряда Каспийско-Астраханской флотилии (позже воздушная бригада), авиаотряда Онежской флотилии и насчитывала в своём составе 76 самолётов. С 1920 по 1938 годы морская авиация входила в ВВС РККА, её самолётный парк составлял 36 самолётов. В 1938 году были созданы ВВС ВМФ, состав которых непрерывно увеличивался количественно. К началу Великой Отечественной войны ВВС ВМФ насчитывали 2906 самолётов (торпедоносцы — 10 %, бомбардировщики — 14 %, истребители — 45 %, гидросамолёты-разведчики — 25 % и другие) но, преимущественно, старых образцов.
В период Великой Отечественной войны морская авиация действовала в основном на сухопутных фронтах, со второй половины 1942 года несколько активизировалось её действие на море, а в 1943 и особенно в 1944 году усилия морской авиации были направлены главным образом против сил флота и морских объектов противника. Всего на счету морских лётчиков 1015 потопленных кораблей и судов, более 5500 уничтоженных самолётов противника. 17 частей морской авиации стали гвардейскими, 57 — награждены орденами, 241 авиатору присвоено звание Герой Советского Союза, а Б. Ф. Сафонов, А. Е. Мазуренко, В. И. Раков, Н. Г. Степанян и Н. В. Челноков награждены второй медалью «Золотая Звезда».
В 1953 году морская авиация стала называться авиацией ВМФ, а ВВС флотов — авиацией флотов. С 1980 года авиацию флотов вновь стали называть ВВС флотов.